# Lassalledenkmal

Darstellung des Lassalledenkmals auf einem Anstecker anlässlich der Einweihung des Denkmals im Mai 1928

Das Lassalledenkmal war ein Denkmal für Ferdinand Lassalle im 20. Wiener Gemeindebezirk Brigittenau.

## Geschichte
1928 wurde vom Bildhauer Mario Petrucci ein Denkmal zur Erinnerung an den sozialistischen Politiker Ferdinand Lassalle geschaffen. Das obeliskförmige Denkmal war von einer bronzenen Darstellung von Lassalles Kopf bekrönt und befand sich vor dem Gemeindebau Winarskyhof in der Winarskystraße 15–21. 1936 wurde es von den Austrofaschisten abgetragen und schließlich zerstört. Eine Nachbildung des Denkmalkopfes in Form einer Büste befand sich beim Alfred-Porges-Hof im 6. Bezirk, bevor sie der Dauerausstellung Das Rote Wien im Waschsalon im Karl-Marx-Hof zugeführt wurde.